# Carlo Biagi
Carlo Biagi (20. duben 1914 Viareggio, Italské království – 16. duben 1986 Milán, Itálie) byl italský fotbalový záložník.
Za reprezentaci odehrál čtyři utkání na OH 1936, kde získal zlatou medaili. Všechny čtyři branky vstřelil v utkání proti Japonsku.

## Hráčská statistika
| Sezóna           | Klub             | Liga             | Liga   | Liga | Ligové poháry | Ligové poháry | Ligové poháry | Kontinentální poháry | Kontinentální poháry | Kontinentální poháry | Celkem | Celkem |
| Sezóna           | Klub             | Soutěž           | Zápasy | Góly | Soutěž        | Zápasy        | Góly          | Soutěž               | Zápasy               | Góly                 | Zápasy | Góly   |
| ---------------- | ---------------- | ---------------- | ------ | ---- | ------------- | ------------- | ------------- | -------------------- | -------------------- | -------------------- | ------ | ------ |
| 1936/37          | Neapol           | Serie A          | 23     | 4    | IP            | 3             | 1             | -                    | 0                    | 0                    | 26     | 5      |
| 1937/38          | Neapol           | Serie A          | 17     | 2    | IP            | 3             | 1             | -                    | 0                    | 0                    | 20     | 3      |
| 1938/39          | Neapol           | Serie A          | 22     | 5    | IP            | 1             | 0             | -                    | 0                    | 0                    | 23     | 5      |
| 1939/40          | Neapol           | Serie A          | 24     | 4    | IP            | 2             | 0             | -                    | 0                    | 0                    | 26     | 4      |
| Celkem v Serii A | Celkem v Serii A | Celkem v Serii A | 86     | 15   | -             | 9             | 2             | -                    | 0                    | 0                    | 95     | 17     |

## Hráčské úspěchy

### Reprezentační
- 1× na OH (1936 – zlato)